# Карпатый, Андрей
Андрей Карпатый (или Андрей Карпаты, англ. Andrej Karpathy) — словацко-канадский учёный в области машинного обучения, который занимал должность директора по искусственному интеллекту в компании Tesla. Он является сооснователем и бывшим сотрудником OpenAI, где он специализировался на глубоком обучении и компьютерном зрении.

## Образование и ранние годы
Карпатый родился в Братиславе, Чехословакия (ныне Словакия) и переехал с семьей в Торонто, когда ему было 15 лет. В 2009 году он получил степень бакалавра в области информатики и физики в Торонтском университете и степень магистра в Университете Британской Колумбии в 2011 году, где он работал над физически смоделированными фигурами (например, симулированный бегун или человек в толпе).
Карпатый получил докторскую степень в Стэнфордском университете в 2015 году под руководством Фей-Фей Ли. Направлением его исследований было пересечение обработки естественного языка и компьютерного зрения, и использование глубокого обучения для этой задачи.

## Карьера
Карпатый был автором и основным преподавателем первого курса по глубокому обучению в Стэнфорде, CS231n: Convolutional Neural Networks for Visual Recognition. Этот курс стал одним из самых крупных в Стэнфорде, и вырос с 150 студентов в 2015 году до 750 в 2017 году.
В декабре 2015 года вошел в группу ученых — основателей некоммерческой организации OpenAI, занимающейся исследованиями в области искусственного интеллекта. В 2017 году покинул OpenAI и перешел в Tesla на должность директора по ИИ и зрению автопилота. На этой должности он подчинялся непосредственно Илону Маску и возглавлял команду, которая занималась компьютерным зрением автопилота. Карпатый ушел из Теслы в июле 2022 года.
9 февраля 2023 года Карпатый объявил о своем возвращении в OpenAI, а год спустя, 13 февраля 2024 года, снова её покинул.
Карпатый продолжает делать образовательный контент на своём YouTube-канале. Он написал несколько проектов с открытым кодом, таких как:
- nanoGPT, быстрая и простая для понимания реализация архитектуры GPT-2/3 на PyTorch,[29] и
- llm.c, код для обучения трансформеров на чистом C/CUDA.[30]

### Комментарий
1. ↑  Консенсуса по поводу написания на русском фамилии Karpathy нет. При транскрипции словацких фамилий, имеющих форму прилагательного, допустимы оба варианта.